# Sisyrinchium convolutum
Sisyrinchium convolutum là một loài thực vật có hoa trong họ Diên vĩ. Loài này được Nocca miêu tả khoa học đầu tiên năm 1800.